# 张国淦

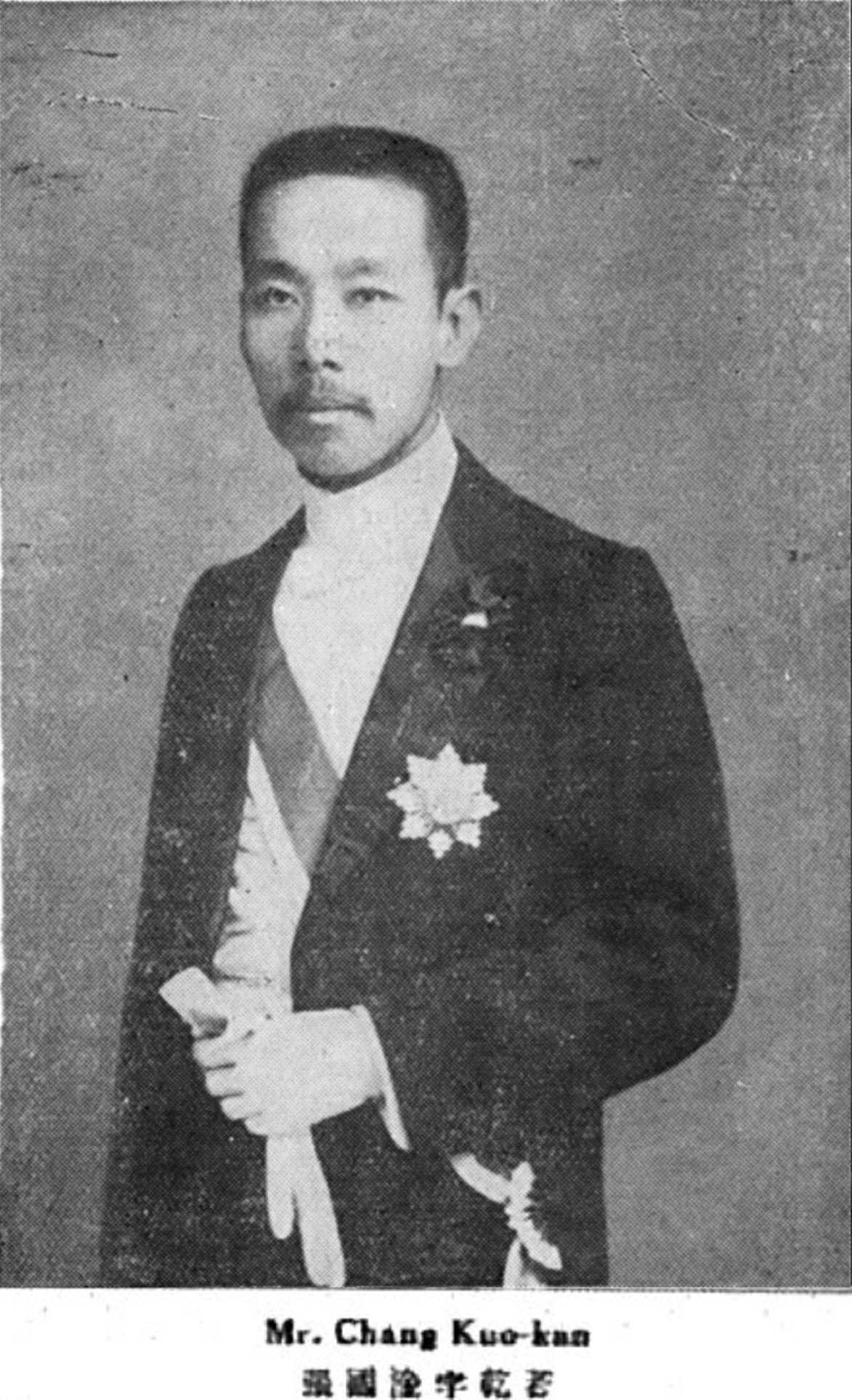
张国淦

張國淦（1876年7月7日—1959年1月25日），字乾若、潜若，号仲嘉，一号石公，中国湖北武昌府蒲圻县（今赤壁市）城关人。清末、中華民国政治家、歷史學家、方志學家、石經研究家。

## 生平
光緒二十八年（1902年），張國淦中式舉人，光緒三十年（1904年）選内閣中書。光緒三十二年（1906年），入選考察政治館館員，其後任黑龍江将軍程德全的幕僚，在黑龍江歷任調査局總辦、財政局會辦。宣統三年（1911年）2月，被東三省總督錫良任命為交涉局總辦。6月，他返回中央，任統計局副局長。12月，袁世凱與南方革命派南北議和開始，張國淦作爲参議隨唐紹儀前往上海議和。後來唐紹儀被辭職，張國淦便辭官，1912年1月8日，取得批准。
中華民国成立後，張國淦任北洋政府銓叙局局長、國務院秘書長。此後歷任總統府秘書長、内務部次長等要職，和同郷、副總統黎元洪交情深厚，與段祺瑞、徐世昌也是好友，袁世凱即皇帝即位前後，段祺瑞與之對立，張國淦曾從中調停。
袁世凱死後，黎元洪任大總統，段祺瑞任国務總理。張國淦歷任国務院秘書長、農商總長、司法總長。府院之争時，張國淦曾為維持府院關係而奔走調停。但在西原借款問題上，身為農商總長的張國淦不顾日本公使林权助和段祺瑞的威逼利诱，拒絕簽字，從而失去了段祺瑞的信任。後來皖系軍閥失勢，張國淦再度被起用。以後，除了段祺瑞的臨時執政内閣外，張國淦在其他内閣皆歷任農商總長、教育總長、司法總長、内務總長等要職。
中国国民党北伐成功，北洋政府倒臺，張國淦下野，寓居天津，从事地方志等研究。抗日戰争爆發後，他移居上海，此後他拒絕了参加親日政府的誘惑，專心在野著述。民國三十五年（1946年），出任《文汇报》董事长。
中華人民共和国成立後，張國淦留在大陸，任上海文史研究館館員，編寫回憶録。1953年，應董必武之邀任中国科学院近现代史研究所研究员。1955年，當選第二屆全国政协委员。
1959年1月25日，張国淦在北京病逝。享年84嵗（満82歳）。

## 著作
- 《北洋从政实录》
- 《潜园文稿》
- 《中國古方志考》
- 《歷代石經考》
- 《河北省志稿》
- 《张国淦文集》

### 引用
1. ↑  丁賢俊、杜春和「張国淦」352頁、徐友春主編，民国人物大辞典 増訂版，1842頁記其生年為1876年。Who's Who in China 3rd ed.,p.45記其生年為1873年。
2. ↑  . 時事新報 (上海). 1912-01-10. （陰曆）十一月二十日，奉旨：內閣代遞章宗祥等電，稱請將現任差缺開去等語，內閣法制院副使章宗祥、內閣統計局副局長張國淦、軍諮府第二廳廳長馮耿光，均著准其開缺。欽此

### 书籍
- 丁賢俊、杜春和「張国淦」中国社会科学院近代史研究所. . 中華書局. 1980.
- 徐友春主編. . 河北人民出版社. 2007. ISBN 978-7-202-03014-1.
- 劉寿林等 編. . 中華書局. 1995. ISBN 7-101-01320-1.